# Jerzy Bandrowski

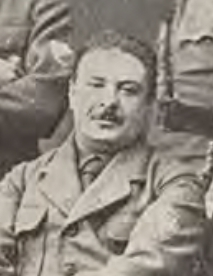
Jerzy Bandrowski ca. 1920

Jerzy Bandrowski (* 22. Januar 1883 in Rzeszów; † 21. August 1940 in Krakau) war ein polnischer Schriftsteller, Journalist und Übersetzer englischsprachiger Literatur. Er schrieb vor allem Gesellschafts- und Sensationsromane sowie Kinderbücher.
Er war Sohn von Juliusz Marian Bandrowski und seiner Frau Helena geb. Kaden und Bruder des Schriftstellers Juliusz Kaden-Bandrowski.

## Leben
Jerzy Bandrowski besuchte das Gymnasium in Krakau und Lwów und studierte anschließend Slawistik und Philosophie an der Jagiellonen-Universität in Krakau und an der Karls-Universität Prag. Mit der Erzählung Babcia debütierte er in 1902 in der Warschauer Zeitschrift Kurier Poranny. Die Satirezeitschrift Kurier Świąteczny redigierte er 1909 in Warschau. Nach seinem Umzug nach Lwów 1910 begann er für die Tageszeitung Słowo Polskie zu schreiben.
Während des Ersten Weltkrieges lebte er von 1915 bis 1919 in Russland, wurde dort Vizepräses des Polnischen Kriegskomitees (Polski Komitet Wojenny) und formierte die 5. polnische Schützendivision, die bis 1920 gegen die Bolschewiki kämpfte. In Kiew publizierte er von 1917 bis 1918 patriotische Flugblätter für Soldaten. 1920 kehrte er nach Lwów zurück und arbeitete von 1919 bis 1920 für Słowo Polskie, von 1920 bis 1922 für die Gazeta Wieczorna und daneben von 1921 bis 1924 für die Gazeta Poranna. Kurzzeitig lebte er von 1924 bis 1925 in Utrata bei Warschau (heute Teil von Targówek) und zog dann nach Posen, wo er mit dem Kurier Poznański und von 1936 bis 1939 mit der Wochenzeitschrift Kultura zusammenarbeitete. Von dort wurde er während der Okkupation von den Deutschen vertrieben und ließ sich in Krakau nieder, wo er am 21. August 1940 starb.

## Werke
- Bajki ucieszne, 1910

- Romans Marty, 1910
- Osaczona i inne nowele, 1913
- Czerwona rakieta. Powieść, 1921 [1920]
- Krwawa chmura, 1920
- Pielgrzymi, 1920
- Przez jasne wrota, 1920
- Syn Dniepru, 1920
- Lintang, In: Gazeta Wieczorna 1921; Buchausgabe 1922
- Wściekłe psy, 1921
- Siła serca. Błękitne romanetto, 1922
- W kraju orangutanów i rajskich ptaków. Powieść dla dorastającej młodzieży, 1922
- Niezwalczone sztandary. Powieść, 1923
- Ana – ta. Szkarłatne romanetto; als To ty? – Szkarłatne romanetto, In: Gazeta Lwowska 1924; Buchausgabe 1929
- W białym miasteczku. Powieść, In: Kurier Warszawski 1924; Buchausgabe 1930
- Timurlenek, 1925
- Skanderberg, lew Albanii, 1926
- Szkatułka z czerwonej laki, 1926
- Mahammed II tygrys Turcji, 1927
- Na polskiej fali. Powieść, 1927
- Po tęczowej obręczy, 1927
- Zolojka. Powieść z nadmorskiej Polski, 1928
- Przygody komendanta Wilczka. Powieść, 1929
- Wieś mojej matki. Opowieść, 1929
- Sosenka z wydm. Opowieści morskie, 1930
- Czarci. Czarne romanetto, 1931 [1930]
- Wieś Czternastej Mili. Nowele chińskie, 1931
- Widzenie Wokandy. Białe romanetto, 1932 [1931]
- O małym miasteczku. Listy z Gostynia, 1934
- Pilot św. Teresy. Bohaterowskie dzieje życia ojca Bourjade, 1934
- Polowanie Lesia, Opowiadania, 1934
- Pałac połamanych lalek. Powieść, 1935 [1934]
- Śliczna Gabrysia. Powieść wielkopolska, 1935
- Szkarłatna róża Raju Boskiego – świętobliwy ks. Wojciech Męciński, 1937

### Übersetzungen
- Viktor Dyk: Wstyd, 1907
- Růžena Svobodová: Błogosławiony, 1909
- James Huneker: Chopin człowiek i artysta, 1922
- Rabindranath Tagore: Rozbicie, 1922
- Rabindranath Tagore: Sadhana. Szept duszy. Zbłąkane ptaki, 1922
- Rudyard Kipling: O człowieku, który chciał być królem. Nowele, 1923
- Rudyard Kipling: Stalky i Sp., 1923
- Rabindranath Tagore: Głodne kamienie, 1932
- Rabindranath Tagore: Wspomnienia. Błyski Bengalu, 1923
- Jack London: Wyga, 1925
- Hugh Clifford: Wyprawa po złote runo, 1928
- Lafcadio Hearn: Czerwony ślub, 1929
- Rabindranath Tagore: Noc ziszczenia, 1992